# Resurrection Fest
Das Resurrection Fest ist ein mehrtägiges Musikfestival, das seit 2006 in Viveiro, Galicien, Spanien stattfindet. Das Festival ist auf Metal-, Punkrock- und Hardcore-Punk-Musik spezialisiert. Im Jahr 2019 zählte das Festival 110.000 Besucher und gehört damit zu den größten Festivals weltweit.

## Geschichte
Das Festival wurde 2006 von zwei damals 18-jährigen Freunden, die bei ONP Crew aktiv sind, gegründet. Nachdem der Bürgermeister der Stadt Vivero die Austragung des Festivals bewilligt hatte, fand das erste Festival unter dem Namen Summer Fest Viveiro statt. Der Grund für die Austragung des Festivals war ein Auftritt der US-amerikanischen Hardcore-Punk-Band Sick of It All, welche zum ersten Mal in der Region spielten. Der Eintritt war frei.
Der Erfolg war so groß, dass die Veranstalter wenige Monate später ein Festival unter dem Namen Resurrection Fest organisierten. Das erste Festival fand im November 2006 statt. Headliner waren Sick of It All und Walls of Jericho. 2007 spielten Gruppen wie Madball, Caliban, Ignite, Angel Crew, Napalm Death und Backfire auf der zweiten Auflage des Festivals, dass von mehr als 5000 Menschen besucht wurde.
In den weiteren Auflagen des Festivals spielten Gruppen wie Slayer, Lamb of God, Bad Religion, Down, Pennywise, Bullet for My Valentine, Lagwagon, Exodus, Trivium, The Adicts, No Use for a Name, Misfits, Bring Me the Horizon, Gallows, Converge und Gorilla Biscuits. 2013 besuchten knapp 33.000 Zuschauer das Festival, das seit 2010 dreitägig ausgetragen wird.
Es wurde bekannt, dass das Festival 2013 einen Gewinn von 3,3 Millionen Euro einspielte. Es traten Slayer als Headliner auf. Weitere Bands waren u. a. Bad Religion, Belvedere, Biohazard, Black Flag, The Casualties, Comeback Kid, Dawn of the Maya, Devil in Me, Killswitch Engage, Lamb of God und Mostomalta.